# Reformare cu abur

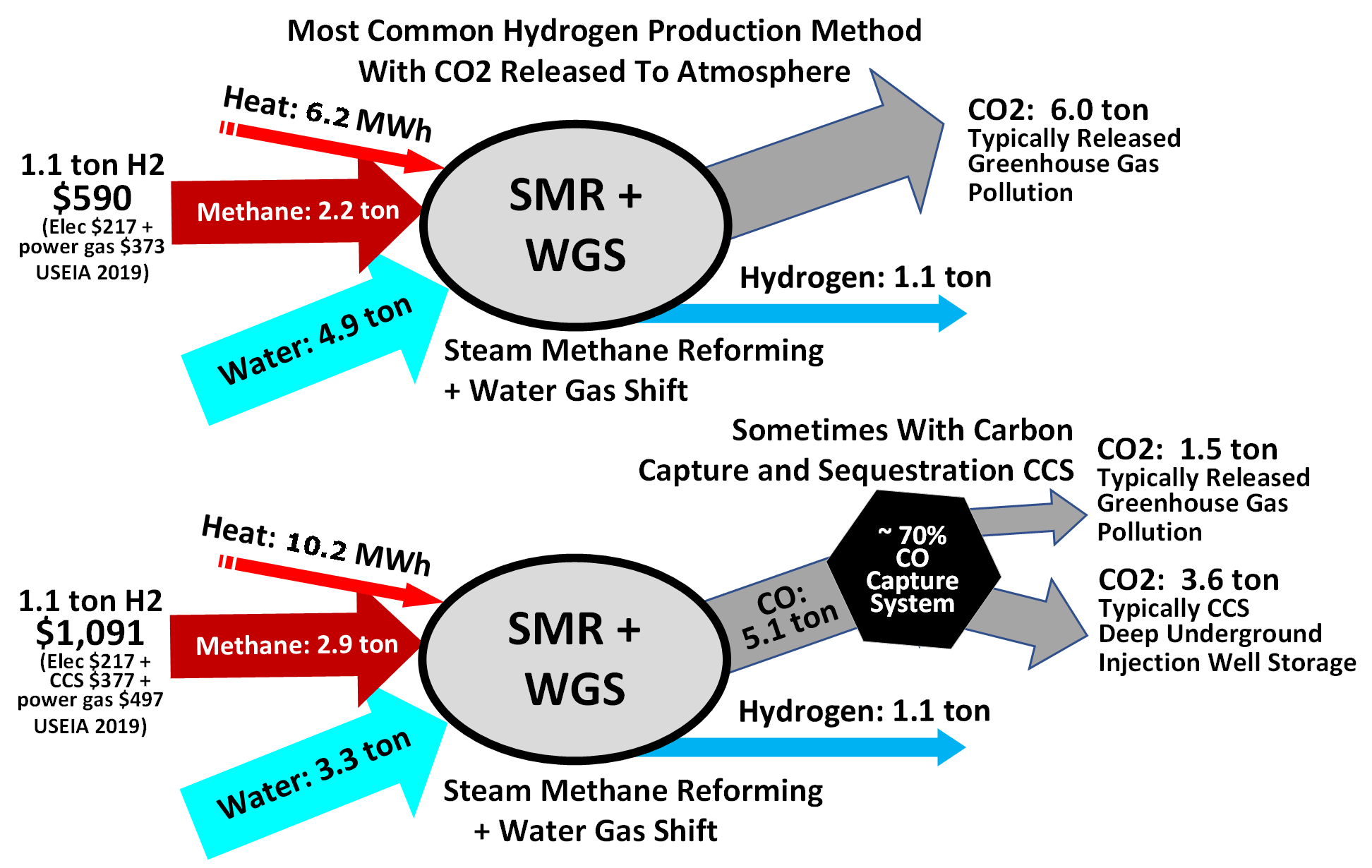
Ilustrarea intrărilor și ieșirilor la reformarea cu abur a gazului natural, un procedeu de producere a hidrogenului (H_{2}) și a dioxidului de carbon (CO_{2}), gaz cu efect de seră, eventual captat printr-un procedeu CCS
Sus: 2,2 t de metan + 4,9 t de apă + 5,7 MWh de energie termică dau 1,1 t de hidrogen + 6,0 t de dioxid de carbon emis în atmosferă.
Jos: 2,9 t de metan + 3,3 t de apă + 5,7 MWh de energie termică dau 1,1 t de hidrogen + 5,1 t de monoxid de carbon. Acesta din urmă, în urma unui procedeu CSS de 70 % produce 1,5 t de dioxid de carbon emis în atmosferă + 3,6 t de dioxid de carbon stocat în pământ.

Reformarea cu abur (în engleză steam methane reforming – SMR) sau reformarea cu vapori de apă este o metodă de a produce gaz de sinteză (un amestec de hidrogen și monoxid de carbon) prin reacția hidrocarburilor cu apa. De obicei materia primă este gazul natural. Scopul principal al acestei tehnologii este producerea hidrogenului. Reacția este:
{\displaystyle {\ce {CH4 + H2O <=> CO + 3 H2}}}
Reacția este puternic endotermă (ΔHSR = 206 kJ/mol).
Reformarea cu abur a gazului natural produce cea mai mare parte a hidrogenului din lume. Hidrogenul produs prin reformarea cu abur este denumit „hidrogen gri” când dioxidul de carbon rezultat este eliberat în atmosferă și „hidrogen albastru” când dioxidul de carbon este (în mare parte) captat și stocat geologic.

## Reacții
Cinetica reacției de reformare cu abur, în special folosind catalizatori nichel-alumină, a fost studiată în detaliu încă din anii 1950.

### Reacții înainte de reformare
Scopul reacțiilor înainte de reformare este de a transforma hidrocarburile cu un număr mai mare de atomi de carbon în moleculă în substanțe ca propanul, butanul sau petrolul în metan (CH4), procedeu care îmbunătățește reformarea din pasul următor.

### Reformarea cu abur
Simbolul reacției în continuare este „SR” (din engleză Steam reforming), iar reacția este:
{\displaystyle [1]\qquad \mathrm {CH} _{4}+\mathrm {H} _{2}\mathrm {O} \rightleftharpoons \mathrm {CO} +3\,\mathrm {H} _{2}\qquad \Delta H_{SR}=206\ \mathrm {kJ/mol} }
Prin reacția gazului de apă⁠(d) (în engleză water–gas shift reaction – WGSR), este produsă încă o parte de hidrogen prin reacția apei cu monoxidul de carbon produs în reacția [1]:
{\displaystyle [2]\qquad \mathrm {CO} +\mathrm {H} _{2}\mathrm {O} \rightleftharpoons \mathrm {CO} _{2}+\mathrm {H} _{2}\qquad \Delta H_{WGSR}=-41\ \mathrm {kJ/mol} }
Au fost studiate unele reacții suplimentare care apar în cadrul proceselor de reformare cu abur. De obicei are loc și reacția de reformare directă cu abur (în engleză direct steam reforming – DSR):
{\displaystyle [3]\qquad \mathrm {CH} _{4}+2\,\mathrm {H} _{2}\mathrm {O} \rightleftharpoons \mathrm {CO} _{2}+4\,\mathrm {H} _{2}\qquad \Delta H_{DSR}=165\ \mathrm {kJ/mol} }
Deoarece aceste reacții sunt puternic endoterme (în afară de WGSR, care este ușor exotermă), trebuie adăugată o cantitate mare de căldură în reactor pentru a menține o temperatură constantă. Condițiile optime de funcționare a reactorului se află într-un intervalul de temperatură 800–900 °C, la presiuni medii de 20–30 bar. Este nevoie de un mare supliment de abur, exprimat prin raportul molar abur/carbon. Raportul tipic este în intervalul 2,5:1–3:1.
Căldura consumată în aceste reacții este sursa energiei chimice eliberate prin oxidarea hidrogenului produs astfel. Hidrogenul produs este doar purtătorul energiei furnizate de altă sursă.

## Practica industrială
- maro: reformare cu abur a gazului natural
- gri: reformarea petrolului
- negru: reformarea cărbunelui
- albastru: electroliza apei
- violet: alte procedee

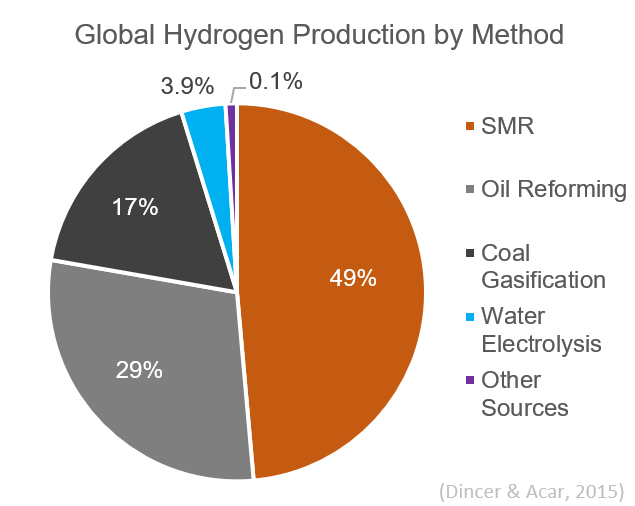
Producția globală de hidrogen în funcție de metoda de producere
- maro: reformare cu abur a gazului natural
- gri: reformarea petrolului
- negru: reformarea cărbunelui
- albastru: electroliza apei
- violet: alte procedee

Reacția se desfășoară în reactoare multitubulare cu umplutură. Aceste reactoare sunt formate dintr-o serie de tuburi lungi și înguste care sunt situate în camera de ardere a unui cuptor industrial mare, care furnizează energia necesară pentru a menține reactorul la o temperatură constantă în timpul funcționării. Construcția cuptorului variază, în funcție de configurația arzătorului. Acestea sunt clasificate în mod obișnuit în: cu ardere superioară (de sus, cu arzătoare plasate în tavan) cu ardere inferioară (de jos, cu arzătoare plasate în podea) și cu ardere laterală (cu arzătoare plasate în pereții laterali).
În interiorul tuburilor, amestec de abur și metan vine în contact cu un catalizator de nichel. Sunt preferați catalizatorii cu un raport suprafață/volum ridicat din cauza limitărilor difuziei datorită temperaturii de funcționare înalte. Exemple de forme de catalizatori utilizați sunt roțile cu spițe, roțile dințate și inelele cu găuri (inele Raschig). În plus, aceste forme au o pierdere de presiune mică, ceea ce este avantajos pentru acest procedeu.
Reformarea cu abur are un randament de 65–75 %.
În Statele Unite ale Americii se produc 9–10 milioane de tone de hidrogen pe an, mai ales prin reformarea cu abur a gazului natural.
Global, circa 50 % din hidrogen este produs prin reformare cu abur. Actual aceasta este cea mai ieftină metodă disponibilă de producere a hidrogenului, din punct de vedere al capitalului investit.
În efortul de a elimina emisiile de dioxid de carbon ale procedeului, în industrie s-au introdus diferite metode de captare și stocare a dioxidului de carbon (CCS), metode care pot capta și stoca până la 90 % din CO2 produs în reacție. Însă implementarea acestor tehnologii rămâne problematică, costisitoare și crește semnificativ prețul hidrogenului produs.